# Black Star
Black Star lik je iz japanske animirane serije Soul Eater. Glas mu u sinkronizaciji na engleski jezik posuđuje Brittney Karbowski.
On je ubojica, a njegov je majstor oružja Tsubaki Nakatsukasa koji se pretvara u bombu, lance i mač.